# 上野俊哉
上野俊哉（1963年10月2日—2013年4月15日），日本電影導演、演員、編劇与电影制片人。他和女池充、田尻裕司、今岡信治、鎌田義孝、榎本敏郎和坂本礼等六个人一起被统称为桃色电影导演界中的“桃色七福神”。

## 生平与职业生涯
上野俊哉因担任“桃色电影四天王”之一佐藤俊喜执导的《野兽》（又名《梦幻女人》）一片的副导演而开始了其的职业生涯。他的导演处女作是于1990年发行的桃色电影《最新香皂技术》。上野在由他执导的电影《持续自慰：不间断的快乐》（1994年）获得桃色电影大奖赛的最佳电影奖的时候成为了“桃色七福神”导演群体当中的“先锋人物”。在颁奖仪式上，上野还获得了最佳导演奖。
上野执导的电影《暧昧》（2003年）此后也同样获得了桃色电影大奖赛最佳电影奖。2004年7月，上野俊哉在位于东京的雅典娜法語學校文化中心举办了其六部电影的职业生涯回顾展。
上野俊哉此后几年因生病疗养而从电影圈隐退，2013年4月15日去世。